# Végennes
Végennes ist eine Gemeinde im Bereich des Zentralmassivs in Frankreich. Sie gehört zur Region Nouvelle-Aquitaine, zum Département Corrèze und zum Arrondissement Brive-la-Gaillarde. 

## Lage
Die Gemeinde grenzt im Norden an Curemonte, im Osten an Sioniac, im Südosten an Queyssac-les-Vignes, im Südwesten an Bétaille und im Westen an La Chapelle-aux-Saints. Das Gemeindegebiet wird im Norden vom Fluss Sourdoire durchquert.

## Bevölkerungsentwicklung
| Jahr      | 1962 | 1968 | 1975 | 1982 | 1990 | 1999 | 2008 | 2012 |
| --------- | ---- | ---- | ---- | ---- | ---- | ---- | ---- | ---- |
| Einwohner | 260  | 242  | 208  | 200  | 181  | 182  | 167  | 163  |